# Helga Hoffmann
Helga Hoffmann (Saarbrücken, 24 september 1937) is een atleet uit Duitsland.
Hoffmann nam met het Duits eenheidsteam deel aan de Olympische Zomerspelen van 1956. Op het onderdeel verspringen werd ze tiende. Op de Olympische Zomerspelen van 1960 werd ze zesde. In 1964, op de Olympische Zomerspelen van Tokio werd ze achtste bij het verspringen, en zesde bij de vijfkamp.
Hoffmann werd nationaal kampioene van West-Duitsland in het verspringen in 1957, 1961–64 en in 1966. Op de vijfkamp werd ze nationaal kampioene in 1961, 1963 en 1964.
- Gemeinsame Normdatei: 1217627332
- Virtual International Authority File: 8864160062497435790002